# Hôpital adventiste de Shady Grove
L’hôpital adventiste de Shady Grove (en anglais, Shady Grove Adventist Hospital) est un centre hospitalier adventiste à Rockville dans le comté de Montgomery dans le Maryland.

## Histoire
L’hôpital adventiste de Shady Grove démarra en décembre 1979 dans la partie « rurale » du comté de Montgomery, entouré de champs. En 2009, il compléta quatre ans de travaux d’un plan d’expansion et de rénovation, comprenant un service d’urgence pédiatrique.

## Services
- Centre de la naissance : services de périnatologie, néonatologie et pédiatrie
- Service d'urgence pédiatrique
- Services cardiovasculaires, incluant le centre du traitement de la douleur de la poitrine
- Centre de traitement du cancer
- Services de chirurgie (16 salles d'opération) : générale, plastique et reconstructive, orthopédique, abdominale, bariatrique, gynécologique, dentale, gastrointestinale, thoracique, ophtalmologique, rectale, du côlon, bariatrique, urologie, oncologie, médecine du sport, vasculaire métabolique, neurochirurgie, otolaryngologie[2]
- Centre de traitement des offenses et abus sexuels

L’hôpital adventiste de Shady Grove est situé à Rockville dans la zone du comté de Montgomery qui regroupe la plus forte concentration d'entreprises à la technologie avancée, incluant l'hôpital, les sociétés de biotechnologie, le campus du comté de Montgomery de l'université Johns-Hopkins, les universités à Shady Grove (comme Bowie State University, Salisbury University, Towson University, l'université de Baltimore et l'université du Maryland),. Son personnel comprend environ 2000 employés de service, 1200 professionnels médicaux et paramédicaux et 800 volontaires.
L’hôpital adventiste de Shady Grove est accrédité par le Joint Commission et est un membre d'Adventist HealthCare (Soins de santé adventistes), " le premier, le plus grand et le seul système de santé à but non lucratif du comté de Montgomery ", dont le quartier général est à Rockville. En 2010, il a reçu le prix d'or du American College of Cardiology Foundation’s NCDR ACTION pour l'excellence de ses services cardiovasculaires.
Faisant partie du campus des sciences de la vie de Shady Grove, l'hôpital fonctionne en partenariat avec les universités établies à Shady Grove et avec Salisbury University pour décerner une licence en thérapie respiratoire,.